# Micromeria imbricata
Micromeria imbricata là một loài thực vật có hoa trong họ Hoa môi. Loài này được (Forssk.) C.Chr. mô tả khoa học đầu tiên năm 1922.